# 10658 Gretadevries
10658 Gretadevries eller 2281 T-1 är en asteroid i huvudbältet som upptäcktes den 25 mars 1971 av den nederländsk-amerikanske astronomen Tom Gehrels och det nederländska astronomparet Ingrid van Houten-Groeneveld och Cornelis Johannes van Houten vid Palomarobservatoriet. Den är uppkallad efter Greta de Vries.
Asteroiden har en diameter på ungefär 11 kilometer och den tillhör asteroidgruppen Hoffmeister.